# Terry Wogan
Sir Michael Terence Wogan, detto Terry (Limerick, 3 agosto 1938 – Taplow, 31 gennaio 2016), è stato un conduttore televisivo anglo-irlandese.

## Biografia
Ha iniziato lavorando per RTÉ, l'ente radiotelevisivo irlandese di Stato. Successivamente si trasferisce nel Regno Unito e lavora per lo più nella BBC, dov'è stato attivo per molti decenni.
Il suo impegno principale è in radio, dove conduce un programma giornaliero della mattina per BBC Radio 2.

### Eurovision Song Contest
In televisione il suo lavoro più significativo è stato l'Eurovision Song Contest. Ha commentato l'evento nel 1971, nel 1973, nel 1978, e dal 1980 al 2008, mentre ha presentato fin dal 1977 (tranne in 2 occasioni, 1996 e 1998) il programma di selezione per lo show, che ha avuto vari nomi. Ha anche presentato l'edizione del 1998 insieme a Ulrika Jonsson. Nel 2008 decide di lasciare l'evento, dedicandosi alla radio.

### Morte
È morto per un cancro il 31 gennaio 2016 all'età di 77 anni.